# Altura
Altura – gmina w Hiszpanii, w prowincji Castellón, we wspólnocie autonomicznej Walencja, o powierzchni 129,56 km². W 2011 roku liczyła 3866 mieszkańców.